# Giuseppe Albertini (politico)
Giuseppe Albertini (Cento, 29 marzo 1952) è un politico italiano.

## Biografia
Licenza media superiore, dipendente della pubblica amministrazione, ha militato nel Partito Socialista Italiano, con il quale diventa Sindaco di Cento dal 1978 al 1989.
È poi eletto alla Camera dei deputati nel 1992 nella circoscrizione di Bologna per il PSI.
Viene riconfermato nel 1994 nelle liste dei Progressisti nel collegio maggioritario di Ferrara; mentre nel 1996 è eletto con il sistema proporzionale per la lista Rinnovamento Italiano nella circoscrizione Sicilia 1. Nel 2001 viene eletto nel collegio maggioritario di Ortona, in Abruzzo, per la lista del Girasole; negli ultimi mesi della legislatura confluisce neonato gruppo parlamentare della Rosa nel pugno. Conclude il proprio mandato parlamentare fino al 2006.
Dal 2007 aderisce al neonato PSI guidato da Nencini, di cui fa parte della direzione nazionale.